# Bridgeport (Ohio)
Bridgeport é uma vila localizada no estado norte-americano de Ohio, no Condado de Belmont.

## Demografia
Segundo o censo norte-americano de 2000, a sua população era de 2186 habitantes. 
Em 2006, foi estimada uma população de 2091, um decréscimo de 95 (-4.3%).

## Geografia
De acordo com o United States Census Bureau tem uma área de 
3,6 km², dos quais 3,6 km² cobertos por terra e 0,0 km² cobertos por água.

## Localidades na vizinhança
O diagrama seguinte representa as localidades num raio de 8 km ao redor de Bridgeport. 